# ザ・サーカス
「ザ・サーカス」（"The Circus"）はテイク・ザットの5thアルバムである。

## 解説
イギリス国内では同日にブリトニー・スピアーズのアルバム「サーカス」が発売され、タイトルの紛らわしさが指摘された。テイク・ザットのマネージャーは「アルバムタイトルの（ほぼ）一致は偶然であり、こちらがブリトニー側よりも早く収録をしていたのでタイトルの変更をする気はない」と発表している。
アルバムタイトルにちなみジャケットは綱渡りをするメンバーの姿で、それぞれのシングルもピエロに扮していたり空中ブランコをしていたりというものである。また2008年12月7日にはITVでサーカスをモチーフにしたバラエティ番組“Take That Come To Town”を放送、アルバムからの新曲を数曲パフォーマンスした。
アルバムからは5枚のシングルがリリースされており、最も遅い発売となった5thシングル「ホールド・アップ・ア・ライト」はテイク・ザットの1stライブアルバム『ザ・グレイテスト・デイ』のプロモーションのため『ザ・サーカス』の発売から一年以上経った後に発売された。
イギリスとアイルランドの発売初日に13万枚を売り上げアルバムチャート1位になり、その後4日間で30万枚以上を売り上げ年間最速販売記録を更新した。発売初週は43万枚以上を売り上げてイギリスのアルバムチャート1位を記録、これはイギリスチャート史上3番目の販売速度であった。5週間に渡ってアルバムチャートの1位を保ち、年末に発売したにもかかわらず2008年の最もヒットしたアルバムの一つになった。最終的に73週間イギリスのアルバムTop100チャートにランクインし続けた。
BBCは「この魅力的なアルバムで、テイク・ザットは弾ける炭酸と幸福な成熟を遂げたビンテージ・シャンパンへとなった」と評価し、デイリー・ミラー誌やタイムズなどで高い評価を得た。

## 収録曲目
| #   | タイトル                                                                 | 作詞・作曲                                             | リード・ボーカル                                                               | 時間 |
| --- | ------------------------------------------------------------------------ | ------------------------------------------------------ | ------------------------------------------------------------------------------ | ---- |
| 1.  | 「ザ・ガーデン（The Garden）」                                           | テイク・ザット                                         | マーク・オーエン, ゲイリー・バーロウ, ジェイソン・オレンジ, ハワード・ドナルド | 5:07 |
| 2.  | 「グレイテスト・デイ（Greatest Day）」                                   | テイク・ザット                                         | ゲイリー・バーロウ                                                             | 3:59 |
| 3.  | 「ハロー（Hello）」                                                      | テイク・ザット, スティーヴ・ロブソン                   | マーク・オーエン                                                               | 3:31 |
| 4.  | 「セッド・イット・オール（Said It All）」                                | テイク・ザット, スティーヴ・ロブソン                   | ゲイリー・バーロウ, マーク・オーエン                                           | 4:15 |
| 5.  | 「ジュリー（Julie）」                                                    | テイク・ザット, スティーヴ・ロブソン                   | マーク・オーエン                                                               | 3:53 |
| 6.  | 「ザ・サーカス（The Circus）」                                           | テイク・ザット                                         | ゲイリー・バーロウ                                                             | 3:33 |
| 7.  | 「ハウ・ディド・イット・カム・トゥ・ディス （How Did It Come to This）」 | テイク・ザット, ジェイミー・ノートン, ベン・マーク     | ジェイソン・オレンジ                                                           | 3:12 |
| 8.  | 「アップ・オール・ナイト（Up All Night）」                               | テイク・ザット, ジェイミー・ノートン                   | マーク・オーエン                                                               | 3:24 |
| 9.  | 「ホワット・イズ・ラヴ（What Is Love）」                                 | テイク・ザット                                         | ハワード・ドナルド                                                             | 3:27 |
| 10. | 「ユー（You）」                                                          | テイク・ザット                                         | ゲイリー・バーロウ                                                             | 4:12 |
| 11. | 「ホールド・アップ・ア・ライト（Hold Up a Light）」                      | テイク・ザット, ジェイミー・ノートン                   | マーク・オーエン                                                               | 4:28 |
| 12. | 「ヒア（Here）」(デュオトゥーリン・ブレイクスからの楽曲提供)             | テイク・ザット, オリー・ナイツ, ゲイル・パリジャニアン | ハワード・ドナルド                                                             | 4:28 |
| 13. | 「シー・セイド（She Said）」(隠しトラック)                               | テイク・ザット                                         | ゲイリー・バーロウ                                                             | 2:33 |

| #   | タイトル                                 | 作詞・作曲     | リード・ボーカル   | 時間 |
| --- | ---------------------------------------- | -------------- | ------------------ | ---- |
| 14. | 「スリープウォーキング（Sleepwalking）」 | テイク・ザット | ゲイリー・バーロウ | 3:14 |